# マルコス・マルティン
マルコス・マルティン・デ・ラ・フエンテ（Marcos Martín de la Fuente、1968年9月17日 - ）は、スペイン・バレンシア州バレンシア出身の元サッカー選手。現役時代のポジションはMF。

## クラブ経歴
RCDマジョルカのカンテラ出身。1987-88シーズンにマジョルカのトップチームデビューを果たすが、レギュラーには定着できず、1991年にセビージャFCへと移籍した。加入1シーズン目からビクトル・エスパラゴ監督によってレギュラーの座を与えられ、以降6シーズンに渡ってポジションを確保し続けた。1995-96シーズンには、キャリア初の国際大会となるUEFAカップにも出場し、セビージャでは在籍6シーズンで公式戦244試合に出場して14得点を挙げたが、1996-97シーズンにセビージャがセグンダ・ディビシオンへと降格したことでクラブを退団した。
セビージャを退団後はCPメリダに加入した。しかし、移籍したシーズンにクラブはセグンダ・ディビシオンへと降格した。それでもマルティンは降格後もクラブに残留し、セグンダ1シーズン目は、リーグ戦40試合に出場し、2シーズン目も36試合に出場した。当時のメリダはラ・リーガとセグンダを行き来するシーズンが重なり、クラブの経営が不安定だった。そして1999-00シーズンについに財政難に陥ったことでクラブは解散。マルティンもクラブからの退団を余儀なくされ、古巣RCDマジョルカに移籍した。
マジョルカでの1シーズン目からレギュラーとしてプレーすると、2001-02シーズンはキャリア初となるUEFAチャンピオンズリーグの舞台にも立ち、33歳での初出場となった。その翌シーズンにはコパ・デル・レイ優勝も経験し、30代にしてキャリアの最盛期を迎えた。2004-2005シーズン終了後、37歳で現役から身を退いた。

## 個人成績
- キャリア通算 - 606試合32得点[5]
  - プリメーラ・ディビシオン - 402試合25得点
  - セグンダ・ディビシオン - 80試合0得点
  - セグンダ・ディビシオンB - 20試合3得点

## タイトル
RCDマジョルカ
- コパ・デル・レイ : 1回 (2002-03)